# Stolnica Marijinega vnebovzetja, Anagni
Katedrala bazilika Santa Maria je glavni katoliški kraj čaščenja v Anagniju, v provinci Frosinone, v Laciju. Posvečena je Santa Maria Annunziata.

## Zgodovinski oris in zunanjost
Katedrala je bila zgrajena med letoma 1072-1104 po naročilu škofa Pietra da Salerno financiranju cesarja  Mihaela VII. Dukasa. Katedrala je romanska medtem ko je v notranjosti lombardska gotika po obnovitvi leta 1250 ko je škof Pandolfo zamenjal lesene tramove v glavni in prečni ladji z gotskimi loki. 
Pogosta prisotnost papežev v Anagniju pojasnjuje, zakaj je bila katedrala mesto pomembnih zgodovinskih dogodkov, kot so "pactum anagninum" (pogajanja med papežem in cesarjem) in kanonizacija svetega Bernarda iz Clairvauxa, sv. Klare Asiške, Edvarda III. Spovednika, kralja Anglije in Sv. Petra Puščavnika, škofa Trevija. Tukaj se je 24. marca 1160 odvijalo tudi izobčenje antipapeža Ottaviano Monticellija, ki ga je ozobčil Friderik I. Barbarossa
Fasada in stopnišče izražata moč in preprostost v surovem zidu, v katerem so na vzhodu trije vhodi. Ob vhodu na levi strani je za rešetkami freska Matere božje na prestolu med Sv. Katarino in Sv. Antonom (14. st.). Zahodni del svete stavbe ima tri apside in lepo stopnišče, ki daje slovesen ton celoti. Zvonik, 30 metrov visok v romanskem slogu, ima okna v obliki monofore, bifore in trifore. Obnovljen je bil leta 1938, ko je bila v notranjosti nameščena železna opora, ki podpira težo petih zvonov.

## Notranjost
Cerkev ima tri ladje, ki so jih zgradili zgodnje srednjeveški lombardski Mojstri Comacini (magistri comacini).  Glavna ladja je 34 m dolga, 18 m široka in 16 m visoka. Prekrižana je s tremi apsidalnimi transepti. Strop glavne ladje je lesen, nad stebri oziroma pilastri nad kapiteli so poslikani gotski oboki. Stebri in pilastri tvorijo 10 gotskih obokov. Romanski oboki ločijo glavno od stranskih ladij. Strop je križno obokan med lokovi naslonjenimi na pilastre.
Luneta nad glavnimi vrati prikazuje  Madonna con bambino tra S. Magno e S. Secondina (konec 13. st.).
Prezbiterij ima tri apside. Od glavne ladje ga loči marmorna balustrada obnovljena 1905-1906 z mozaiki. Tukaj se nahajajo trije oltarji. Dva manjša oltarja sta posvečena Zakramentu in sv. Jožefu.  Pred glavno apsido je  oltar antične oblike narejen iz belega marmorja, v spodnjem delu je manjši tabernakelj. Štirje stebri nad njim podpirajo ciborij ali baldahin piramidalne oblike, v več nadstropjih, ki so ločeni z majhnimi stebrički, na vrhu je vršiček z dvojnim križem, simbolom bazilike. Arhitrav nad stebri je dekoriran z mozaikom. V centru kora je škofovski prestol s simbolom škofa Landoneja in donatorjev, družine Conti (1263-1276) v ozadju. Spiralni velikonočni svečnik, imenovan Vassalletto predstavlja marmorni podstavek, steber podpirajo levi, na vrhu pa svečo drži kerubin. Podobni so tudi stebri za sveto vodo na vstopu v cerkev. 
V ozadju osrednje apside, nad draperijo, so najprej liki apostolov vsak s svojim značilnim atributom in sv. Janezom na sredini, ki jih je oltarju posvetil Aleksander III. leta 1179. Slika je bila uničena in leta 1880 obnovljena, je delo Antonia Borgogna. Nadalje so tu podobe svetnikov, ki jih slavijo v Anagniju, oznanjenje in Kristus Pantokrator, dela slikarjev Pietra in Giovanni Gagliardija. V levi apsidi je Emaus in angeli. V desnem poroka med sv. Jožefom in Marijo in smrt sv. Jožefa. V notranjosti cerkve je krstilnica in kapele Lauri, Caetani, Raoli (znana tudi kot kapela S. Carlo) s sliko Madonna della Misericordia avtorja Frenguellija, darilo papeža Leona XIII., ter dve sliki bratov Gagliardi.
Največja znamenitost so mozaična marmorna tla iz leta 1231, ki so jih izdelali v kosmatskem slogu mojstri družine Cosmati. Sestavljen je iz številnih različnih geometrijskih likov in mnogobarvnih marmornih elementov v glavnem iz porfirja in serpentina. V centru glavne ladje in po treh četrtinah njene dolžine je široka bizantinska kita,  v katero so vpleteni okrogli liki, ki jih je 5 na vsakem kvadratu, štirje v vogalih in en v sredini prostora, ki tvori ozadje. Vijugasto so zavozlani drug v drugega. Vsak od teh likov je drugačen od ostalih in zgleda kot velik krog sestavljen iz več koncentričnih krožnih kolobarjev, ki so včasih v celoti iz belega marmorja, včasih pa iz raznobarvnih kamnov, drobnih in povezanih, da zgledajo kot najfinejša vezenina. Podobni prepleti se pojavljajo tudi v prezbiteriju in na tleh pred oltarji; to so deli tal, ki jih je naročil škof Seneca iz delov marmornatega kora in zato posnemajo vzorec ladje.

## Kripta
Kripta katedrale Anagni je posvečena sv. Albertu Velikemu, zaščitniku mesta, in je ena izmed najlepših in najbolj pomembnih v Italiji in Evropi. Zgrajena je bila hkrati z zgornjo cerkvijo. Znana je tudi kot "Sikstinska kapela srednjega veka". Sestavljena je iz harmonične čudežne mešanice romanskih lokov, originalnega kosmatskega tlaka (1227 - 1231) in čudovitih fresk, ki pokrivajo površino 540 m². Ciklus slik je delo treh neznanih umetniških delavnic, bolj znan kot  Primo Maestro ali  Maestro delle traslazioni, Secondo Maestro ali Maestro Ornatista in Terzo Maestro ali Maestro di Anagni (tudi priznani kot avtorji gotskih fresk v rimski cerkvi Santi Quattro Coronati). Freske prikazujejo zgodbo o človekovem odrešenju od svojega nastanka do njegove sodbe. Prizori so upodobljeni iz Stare in Nove zaveze (Zgodba skrinje zaveze in razodetja) ter redka in pomembna serija znanstveni temelj sveta in človeka, v katerem koncept mikrokozmosa spremljajo v makrokozmosu podatki zdravnikov Hipokrata in Galena in teorijo Platona. Na stenah pa so naslikane zgodbe o čudežih pripisanih Sv. Albertu Velikemu in blago svetnikov zakopanih v oltarje, v katerih ležijo trupla sv. Alberta Velikega, zaščitnika mesta, SS. Aurelia in Noemisia, S. Secondina in relikvije S. Oliva, S. Sebastijana, S. Cesareo in drugih mučencev. 

## Zakladnica
Zakladnica katedrale Anagni hrani vzorce posebno izbrane iz zlata, emajla, slonovine, relikviarije (kot krsta sv. Thomasa Becketa), plemenit tekstil (znan del Bonifacija VIII.) in starine v pergamentu z miniaturami v zlatu. So različnih tehnik, izdelave, slogov in okolij, in so priča ene najbolj množičnih in vitalnih likovnih kultur trinajstega stoletja. V bližini zakladnice je srednjeveška kapela Zveličarja s freskami iz 12. in 13. stoletja. V njej so ohranjeni dragoceni leseni deli, med katerimi je škofov stol iz dvanajstega stoletja, ki je med najstarejšimi v Evropi.

## Oratorij sv. Thomasa Becketa
Oratorij Sv. Thomas Becketa se nahaja tik ob kripti. V veži, kjer so bile grobnice slavnih družin v mestu, vrata vodijo do starodavni mitrej, kjer je še vedno žrtveno oltar, kasneje preoblikovan v krščanski oratorij. Posebej zanimiva je serija slik, ki si prizadevajo popeljati ljudi skozi slike svetopisemskih epizod od stvarjenja človeka do Jezusovega rojstva, do poslednje sodbe in vstajenja Kristusa. Posebno lepa je freska o Devici na vhodni steni. Poleg tega je tudi cikel zgodb o Thomasu Becketu (1170), vključno njegovo mučeništvo. Kot svetnik je upodobljen na zadnji steni poleg Kristusa. Thomasa Becketa je razglasil za svetnika Alexander III. 21. februar 1173, zato so te slike narejene po tem datumu.

## Lapidarij
Lapidarij je dostopen skozi stranska vrata v desni stranski ladji. Obsega zbirko marmornih plošč, mozaikov in starinske plošče kosmatskega tlaka, nagrobnike in rimske napise, dele nagrobnikov, grbe in spominske kamne, priče iz preteklosti. Zlasti pomembni so znani rimski nagrobniki izpred vrat pločnika, ki so se nahajali v Anagniju, v kraju imenovanem Terme di Piscina.

## Zanimivosti
Deli filma State buoni se potete (1983) o življenju sv. Filipa Nerija so posneti v in v okolici katedrale.

## Galerija
- Fasada transepta
- Notranjost
- Stranska ladja
- Apsida
- Detajl apside
- Kripta, freska Galena in Hipokrata